# Atalanta Bergamasca Calcio 1989-1990
Questa voce raccoglie le informazioni riguardanti l'Atalanta Bergamasca Calcio nelle competizioni ufficiali della stagione 1989-1990.

## Stagione
Nella stagione 1989-1990 la squadra bergamasca sempre allenata da Emiliano Mondonico, dopo l'esperienza della stagione scorsa, riesce a bissare la qualificazione alla Coppa UEFA. In attacco hanno giocato Caniggia ed Evair, una coppia che ha permesso anche di espugnare il campo della Juventus.
La stagione della Dea si conclude con un discreto sesto posto in campionato con 36 punti, ma anche con la dolorosa scomparsa del presidente atalantino Cesare Bortolotti, deceduto in un incidente stradale nel giugno 1990. Con 10 centri il miglior marcatore stagionale dell'Atalanta è stato l'argentino Claudio Caniggia. Lo scudetto viene vinto per la seconda volta dal Napoli, davanti al Milan.
Il cammino dei narazzurri in Coppa Uefa si interrompe subito al primo turno, con i nerazzurri che vengono estromessi dallo Spartak Mosca, pareggio a Bergamo (0-0) nel turno di andata e vittoria russa a Mosca nella gara di ritorno (2-0).
In Coppa Italia l'Atalanta elimina la Torres al primo turno e il Bari al secondo. Nel successivo mini girone di qualificazione viene estromessa dal Milan: all'89' della partita decisiva Atalanta-Milan (1-1) del 24 gennaio 1990, i rossoneri non restituirono una rimessa laterale ai nerazzurri (che avevano così permesso a un giocatore milanista di essere assistito dai sanitari), passando invece la palla al proprio attaccante che veniva fermato irregolarmente in area, causando il rigore che Franco Baresi avrebbe poi trasformato per il definitivo pareggio.

## Divise e sponsor
Lo sponsor tecnico per la stagione 1989-1990 è NR, mentre lo sponsor ufficiale è Tamoil.

## Organigramma societario
Area direttiva
- Presidente: Cesare Bortolotti
- Vice presidente: Ivan Ruggeri
- Amministratore delegato: Aldo Piceni

Area organizzativa
- General manager: Franco Previtali
- Segretario generale: Giacomo Randazzo
- Accompagnatore ufficiale: Maurizio Bucarelli

Area tecnica
- Direttore sportivo: Giorgio Vitali
- Allenatore: Emiliano Mondonico
- Vice allenatore: Zaccaria Cometti
- Preparatore atletico: Giorgio Parretti

Area sanitaria
- Resp. medico: Danilo Tagliabue
- Staff medico: Amedeo Amadeo e Aristide Cobelli
- Massaggiatori: Giulio Ceruti e Renzo Cividini

## Rosa
| N. |                   | Ruolo | Calciatore           |
| -- | ----------------- | ----- | -------------------- |
|    | Italia (bandiera) | P     | Alberto Agresta      |
|    | Italia (bandiera) | P     | Fabrizio Ferron      |
|    | Italia (bandiera) | P     | Ottorino Piotti      |
|    | Italia (bandiera) | D     | Costanzo Barcella    |
|    | Italia (bandiera) | D     | Roberto Bordin       |
|    | Italia (bandiera) | D     | Renzo Contratto      |
|    | Italia (bandiera) | C     | Andrea Di Cintio     |
|    | Italia (bandiera) | D     | Luigino Pasciullo    |
|    | Italia (bandiera) | D     | Sergio Porrini       |
|    | Italia (bandiera) | D     | Domenico Progna      |
|    | Italia (bandiera) | D     | Raffaele Radice      |
|    | Italia (bandiera) | D     | Paolo Rizzi          |
|    | Italia (bandiera) | D     | Claudio Vertova      |
|    | Italia (bandiera) | D     | Francesco Zanoncelli |
|    | Italia (bandiera) | C     | Walter Bonacina      |

| N. |                      | Ruolo | Calciatore                       |
| -- | -------------------- | ----- | -------------------------------- |
|    | Italia (bandiera)    | C     | Mario Bortolazzi                 |
|    | Italia (bandiera)    | C     | Armando Madonna                  |
|    | Italia (bandiera)    | C     | Eligio Nicolini                  |
|    | Italia (bandiera)    | C     | Pierluigi Orlandini              |
|    | Italia (bandiera)    | C     | Cesare Prandelli                 |
|    | Svezia (bandiera)    | C     | Glenn Peter Strömberg (capitano) |
|    | Italia (bandiera)    | C     | Giovanni Bonavita                |
|    | Italia (bandiera)    | A     | Giorgio Bresciani                |
|    | Argentina (bandiera) | A     | Claudio Caniggia                 |
|    | Italia (bandiera)    | A     | Giuseppe Compagno                |
|    | Brasile (bandiera)   | A     | Evair                            |
|    | Italia (bandiera)    | A     | Daniele Giulietti                |
|    | Italia (bandiera)    | A     | Ulisse Paleni                    |
|    | Italia (bandiera)    | A     | Carlo Taldo                      |

## Risultati

### Serie A

#### Girone di andata
| Arbitro: | F. Baldas (Trieste) |

|             |           |  |
| Madonna 43’ | Marcatori |  |

| Arbitro: | Amendolia (Messina) |

|                          |           |                    |
| Moriero 27’ Pasculli 74’ | Marcatori | 71’ (rig.) Madonna |

| Arbitro: | Lanese (Messina) |

|  |           |               |
|  | Marcatori | 29’ Ancelotti |

| Arbitro: | Pairetto (Torino) |

|                                                  |           |             |
| Desideri 14’ Gerolin 17’ Berthold 28’ Völler 52’ | Marcatori | 9’ Caniggia |

| Arbitro: | Felicani (Bologna) |

|                            |           |  |
| Madonna 28’ Bortolazzi 56’ | Marcatori |  |

| Arbitro: | Sguizzato (Verona) |

|             |           |  |
| Katanec 39’ | Marcatori |  |

| Arbitro: | Nicchi (Arezzo) |

|               |           |  |
| Strömberg 66’ | Marcatori |  |

| Arbitro: | F. Baldas (Trieste) |

|  |           |              |
|  | Marcatori | 74’ Caniggia |

| Arbitro: | Cornieti (Forlì) |

|                  |           |  |
| G. Bresciani 43’ | Marcatori |  |

| Bologna 29 ottobre 1989 10ª giornata | Bologna             | 0 – 0 referto | Atalanta | Stadio Renato Dall'Ara\| Arbitro: \| Amendolia (Messina) \| |
| Arbitro:                             | Amendolia (Messina) |               |          |                                                             |

| Arbitro: | Di Cola (Avezzano) |

|              |           |                |
| Amarildo 13’ | Marcatori | 36’, 38’ Evair |

| Bergamo 19 novembre 1989 12ª giornata | Atalanta           | 0 – 0 referto | Bari | Stadio Comunale\| Arbitro: \| Sguizzato (Verona) \| |
| Arbitro:                              | Sguizzato (Verona) |               |      |                                                     |

| Arbitro: | Agnolin (Bassano del Grappa) |

|                       |           |           |
| Evair 10’ Madonna 85’ | Marcatori | 45’ Berti |

| Arbitro: | Pairetto (Torino) |

|                                      |           |               |
| Crippa 9’ Careca 28’ (rig.) Zola 48’ | Marcatori | 50’ Pasciullo |

| Arbitro: | Felicani (Bologna) |

|                  |           |  |
| G. Bresciani 73’ | Marcatori |  |

| Arbitro: | Coppetelli (Tivoli) |

|               |           |                          |
| Urban 1’, 45’ | Marcatori | 12’ Madonna 20’ Caniggia |

| Bergamo 30 dicembre 1989 17ª giornata | Atalanta            | 0 – 0 referto | Fiorentina | Stadio Comunale\| Arbitro: \| F. Baldas (Trieste) \| |
| Arbitro:                              | F. Baldas (Trieste) |               |            |                                                      |

#### Girone di ritorno
| Arbitro: | Pezzella (Frattamaggiore) |

|                   |           |                  |
| Magrin 45’ (rig.) | Marcatori | 83’ G. Bresciani |

| Arbitro: | Stafoggia (Pesaro) |

|                                 |           |           |
| Madonna 44’ (rig.) Bonacina 65’ | Marcatori | 9’ Barbas |

| Arbitro: | Lanese (Messina) |

|                          |           |              |
| Van Basten 14’, 60’, 62’ | Marcatori | 12’ Caniggia |

| Arbitro: | Beschin (Legnago) |

|                                          |           |  |
| Bonacina 22’ Bortolazzi 79’ Caniggia 89’ | Marcatori |  |

| Arbitro: | F. Baldas (Trieste) |

|             |           |            |
| Maspero 79’ | Marcatori | 35’ Bordin |

| Arbitro: | Agnolin (Bassano del Grappa) |

|                                |           |                  |
| Madonna 16’ (rig.) Porrini 31’ | Marcatori | 22’, 76’ Katanec |

| Cesena 11 febbraio 1990 24ª giornata | Cesena              | 0 – 0 referto | Atalanta | Stadio Dino Manuzzi\| Arbitro: \| Coppetelli (Tivoli) \| |
| Arbitro:                             | Coppetelli (Tivoli) |               |          |                                                          |

| Arbitro: | Cornieti (Forlì) |

|            |           |                            |
| Bordin 75’ | Marcatori | 18’ Alejnikov 57’ Marocchi |

| Arbitro: | Pezzella (Frattamaggiore) |

|             |           |           |
| Carillo 15’ | Marcatori | 21’ Evair |

| Bergamo 4 marzo 1990 27ª giornata | Atalanta          | 0 – 0 referto | Bologna | Stadio Comunale\| Arbitro: \| Dal Forno (Ivrea) \| |
| Arbitro:                          | Dal Forno (Ivrea) |               |         |                                                    |

| Arbitro: | Trentalange (Torino) |

|                                                       |           |  |
| Caniggia 34’, 37’ G. Bresciani 49’ Madonna 58’ (rig.) | Marcatori |  |

| Arbitro: | Sguizzato (Verona) |

|                                                 |           |  |
| Maiellaro 1’, 66’ Monelli 74’ Bordin 88’ (aut.) | Marcatori |  |

| Arbitro: | Felicani (Bologna) |

|                                                                                        |           |                                  |
| Bergomi 6’ Matthaus 9’ G. Baresi 24’ Berti 27’ A. Serena 59’ Klinsmann 63’, 70’ (rig.) | Marcatori | 46’ (aut.) R. Ferri 73’ Nicolini |

| Bergamo 8 aprile 1990 31ª giornata | Atalanta                     | 0 – 2 A Tav. referto | Napoli | Stadio Comunale\| Arbitro: \| Agnolin (Bassano del Grappa) \| |
| Arbitro:                           | Agnolin (Bassano del Grappa) |                      |        |                                                               |

| Udine 14 aprile 1990 32ª giornata | Udinese                   | 0 – 0 referto | Atalanta | Stadio Friuli\| Arbitro: \| Pezzella (Frattamaggiore) \| |
| Arbitro:                          | Pezzella (Frattamaggiore) |               |          |                                                          |

| Arbitro: | Amendolia (Messina) |

|             |           |  |
| Caniggia 9’ | Marcatori |  |

| Arbitro: | Pairetto (Torino) |

|                                                          |           |                 |
| Buso 5’ A. Di Chiara 35’ Prandelli 38’ (aut.) Baggio 57’ | Marcatori | 7’ (rig.) Evair |

### Coppa Italia

#### Fase eliminatoria
| Arbitro: | Bizzarri (Ferrara) |

|                                             |           |  |
| Bordin 11’ Caniggia 22’, 35’ Bortolazzi 51’ | Marcatori |  |

| Arbitro: | Coppetelli (Tivoli) |

|                 |           |  |
| Bortolazzi 107’ | Marcatori |  |

#### Fase a gironi
| Messina 3 gennaio 1990 1ª giornata | Messina            | 0 – 0 | Atalanta | Stadio Giovanni Celeste\| Arbitro: \| Fabricatore (Roma) \| |
| Arbitro:                           | Fabricatore (Roma) |       |          |                                                             |

| Arbitro: | Pezzella (Frattamaggiore) |

|                  |           |                      |
| G. Bresciani 41’ | Marcatori | 89’ (rig.) F. Baresi |

### Coppa UEFA
| Bergamo 13 settembre 1989 Trentaduesimi di finale - Andata | Atalanta       | 0 – 0 | Spartak Mosca | Stadio Comunale\| Arbitro: \| Van Langenhove \| |
| Arbitro:                                                   | Van Langenhove |       |               |                                                 |

| Arbitro: | Karlsson |

|                           |           |  |
| Čerenkov 28’ Rodionov 88’ | Marcatori |  |

## Statistiche

### Statistiche di squadra
| Competizione | Punti | In casa | In casa | In casa | In casa | In casa | In casa | In trasferta | In trasferta | In trasferta | In trasferta | In trasferta | In trasferta | Totale | Totale | Totale | Totale | Totale | Totale | DR |
| Competizione | Punti | G       | V       | N       | P       | Gf      | Gs      | G            | V            | N            | P            | Gf           | Gs           | G      | V      | N      | P      | Gf     | Gs     | DR |
| ------------ | ----- | ------- | ------- | ------- | ------- | ------- | ------- | ------------ | ------------ | ------------ | ------------ | ------------ | ------------ | ------ | ------ | ------ | ------ | ------ | ------ | -- |
| Serie A      | 35    | 17      | 10      | 4       | 3       | 21      | 9       | 17           | 2            | 7            | 8            | 15           | 34           | 34     | 12     | 11     | 11     | 36     | 43     | -7 |
| Coppa Italia |       | 3       | 2       | 1       | 0       | 6       | 1       | 1            | 0            | 1            | 0            | 0            | 0            | 4      | 2      | 2      | 0      | 6      | 1      | +5 |
| Coppa UEFA   |       | 1       | 0       | 1       | 0       | 0       | 0       | 1            | 0            | 0            | 1            | 0            | 2            | 2      | 0      | 1      | 1      | 0      | 2      | -2 |

### Statistiche dei giocatori
| Giocatore     | Serie A  | Serie A | Serie A     | Serie A    | Coppa Italia | Coppa Italia | Coppa Italia | Coppa Italia | Coppa UEFA | Coppa UEFA | Coppa UEFA  | Coppa UEFA | Totale   | Totale | Totale      | Totale     |
| Giocatore     | Presenze | Reti    | Ammonizioni | Espulsioni | Presenze     | Reti         | Ammonizioni  | Espulsioni   | Presenze   | Reti       | Ammonizioni | Espulsioni | Presenze | Reti   | Ammonizioni | Espulsioni |
| ------------- | -------- | ------- | ----------- | ---------- | ------------ | ------------ | ------------ | ------------ | ---------- | ---------- | ----------- | ---------- | -------- | ------ | ----------- | ---------- |
| C. Barcella   | 21       | 0       | ?           | ?          | 2            | 0            | ?            | ?            | 0          | 0          | 0           | 0          | 23       | 0      | 0+          | 0+         |
| W. Bonacina   | 31       | 2       | ?           | ?          | 2            | 0            | ?            | ?            | 2          | 0          | ?           | ?          | 35       | 2      | ?           | ?          |
| G. Bonavita   | 2        | 0       | ?           | ?          | 0            | 0            | 0            | 0            | 0          | 0          | 0           | 0          | 2        | 0      | 0+          | 0+         |
| R. Bordin     | 26       | 2       | ?           | ?          | 4            | 1            | ?            | ?            | 2          | 0          | ?           | ?          | 32       | 3      | ?           | ?          |
| M. Bortolazzi | 20       | 2       | ?           | ?          | 4            | 2            | ?            | ?            | 1          | 0          | ?           | ?          | 25       | 4      | ?           | ?          |
| G. Bresciani  | 18       | 4       | ?           | ?          | 2            | 1            | ?            | ?            | 0          | 0          | 0           | 0          | 20       | 5      | 0+          | 0+         |
| C. Caniggia   | 31       | 8       | ?           | ?          | 3            | 2            | ?            | ?            | 2          | 0          | ?           | ?          | 36       | 10     | ?           | ?          |
| G. Compagno   | 4        | 0       | ?           | ?          | 1            | 0            | ?            | ?            | 0          | 0          | 0           | 0          | 5        | 0      | 0+          | 0+         |
| R. Contratto  | 30       | 0       | ?           | ?          | 3            | 0            | ?            | ?            | 2          | 0          | ?           | ?          | 35       | 0      | ?           | ?          |
| A. Di Cintio  | 0        | 0       | 0           | 0          | 0            | 0            | 0            | 0            | 0          | 0          | 0           | 0          | 0        | 0      | 0           | 0          |
| Evair         | 19       | 5       | ?           | ?          | 1            | 0            | ?            | ?            | 0          | 0          | 0           | 0          | 20       | 5      | 0+          | 0+         |
| F. Ferron     | 34       | 0       | ?           | ?          | 4            | 0            | ?            | ?            | 2          | 0          | ?           | ?          | 40       | 0      | ?           | ?          |
| A. Madonna    | 29       | 8       | ?           | ?          | 4            | 0            | ?            | ?            | 2          | 0          | ?           | ?          | 35       | 8      | ?           | ?          |
| E. Nicolini   | 24       | 1       | ?           | ?          | 2            | 0            | ?            | ?            | 2          | 0          | ?           | ?          | 28       | 1      | ?           | ?          |
| U. Paleni     | 1        | 0       | ?           | ?          | 0            | 0            | 0            | 0            | 0          | 0          | 0           | 0          | 1        | 0      | 0+          | 0+         |
| L. Pasciullo  | 33       | 1       | ?           | ?          | 4            | 0            | ?            | ?            | 2          | 0          | ?           | ?          | 39       | 1      | ?           | ?          |
| O. Piotti     | 0        | 0       | 0           | 0          | 0            | 0            | 0            | 0            | 0          | 0          | 0           | 0          | 0        | 0      | 0           | 0          |
| S. Porrini    | 8        | 1       | ?           | ?          | 2            | 0            | ?            | ?            | 0          | 0          | 0           | 0          | 10       | 1      | 0+          | 0+         |
| C. Prandelli  | 16       | 0       | ?           | ?          | 1            | 0            | ?            | ?            | 2          | 0          | ?           | ?          | 19       | 0      | ?           | ?          |
| D. Progna     | 32       | 0       | ?           | ?          | 4            | 0            | ?            | ?            | 2          | 0          | ?           | ?          | 38       | 0      | ?           | ?          |
| G. Strömberg  | 28       | 1       | ?           | ?          | 4            | 0            | ?            | ?            | 2          | 0          | ?           | ?          | 34       | 1      | ?           | ?          |
| C. Taldo      | 1        | 0       | ?           | ?          | 0            | 0            | 0            | 0            | 0          | 0          | 0           | 0          | 1        | 0      | 0+          | 0+         |
| C. Vertova    | 19       | 0       | ?           | ?          | 3            | 0            | ?            | ?            | 2          | 0          | ?           | ?          | 24       | 0      | ?           | ?          |
| F. Zanoncelli | 4        | 0       | ?           | ?          | 2            | 0            | ?            | ?            | 0          | 0          | 0           | 0          | 6        | 0      | 0+          | 0+         |